# دیگو پلاسنته
دیگو پلاسنته (انگلیسی: Diego Placente؛ زادهٔ ۲۴ آوریل ۱۹۷۷) بازیکن فوتبال اهل آرژانتین است. وی در تیم ملی فوتبال آرژانتین نیز بازی کرده‌است.